# Таємниця (фільм)
«Секрет» («Таємниця»; англ. The Secret) — це псевдонауковий фільм, що випустила кінокомпанія «Prime Time Productions» 2006 року, за яким згодом вийшла однойменна книга Ронди Берн. У фільмі узагальнюються деякі ідеї «філософії нового мислення», зокрема здатність людини силою своєї думки впливати на навколишню реальність, здатність до самозцілення, матеріалізації страхів і бажань. Ідеї фільму в цілому мають схожість з ідеями вчення про трансерфінг реальності та принципами філософії нью-ейдж.
Фільм складається з інтерв'ю відомих діячів викладання, богослов'я, філософії, фінансів, фен-шуй, медицини й особистісного розвитку. Протягом усього фільму ці люди викладають основні філософські принципи фільму, супроводжуючи виклад розповідями про себе, прикладами зі свого особистого життя про те, як знання «Таємниці» повністю змінило їхнє життя. Фільм включає численні цитати, а також посилається на такі наукові ідеї, як багатовимірна інтерпретація квантової механіки й антропний принцип.

## Головні ідеї
На думку авторів, існує прямий причинно-наслідковий зв'язок між тим, про що людина думає або чого чекає, і подіями, з якими людина щодня стикається насправді. «Таємною» у фільмі і називається той самий «закон тяжіння», сутність якого, на думку творців, полягає у зв'язках між думками людини і навколишньою реальністю, за принципом «подібне притягує подібне».
Позитивне чи негативне у житті є результатом позитивних чи негативних думок людини. Всесвіт прагне виправдати людські очікування. Таким чином, відкривши листа і очікуючи побачити там «… рахунок на оплату, людина побачить рахунок, а очікуючи побачити грошовий переказ, побачить грошовий переказ…».

## Переклад українською
Українською мовою на громадських засадах 2013 року цей фільм продублювали Богдан Гдаль та Катерина Качур, засновники проєкту Рукотвори.